# Нововодяне (Василівський район)
Новово́дяне —  село в Україні, у Водянській сільській громаді Василівського району Запорізької області. Населення становить 1939 осіб.

## Географія
Село Нововодяне знаходиться на відстані 2 км від сіл Дніпровка та за 2,5 км від села Подове. Поруч проходять автомобільна дорога Р37 та залізниця, зупинний пункт Нововодине.

## Історія
- 1918 - дата заснування.
- 24 березня 2015 року у селі було завалено пам'ятник Леніну.

## Населення

### Мова
Розподіл населення за рідною мовою за даними :
| Мова            | Кількість | Відсоток |
| --------------- | --------- | -------- |
| українська      | 1735      | 89.48%   |
| російська       | 196       | 10.11%   |
| білоруська      | 6         | 0.31%    |
| вірменська      | 1         | 0.05%    |
| інші/не вказали | 1         | 0.05%    |
| Усього          | 1939      | 100%     |

## Економіка
- «Україна», КСП.

## Об'єкти соціальної сфери
- Школа.